# San Massimo (Verona)
San Massimo, già comune autonomo fino al 1927 col nome di San Massimo all'Adige, è una frazione di Verona, da cui dista circa 5 km; fa parte della circoscrizione 3^.
Prende il nome dall'omonimo santo, che fu vescovo di Verona nel IV secolo. Il quartiere è abitato da 15.355 persone.

## Storia

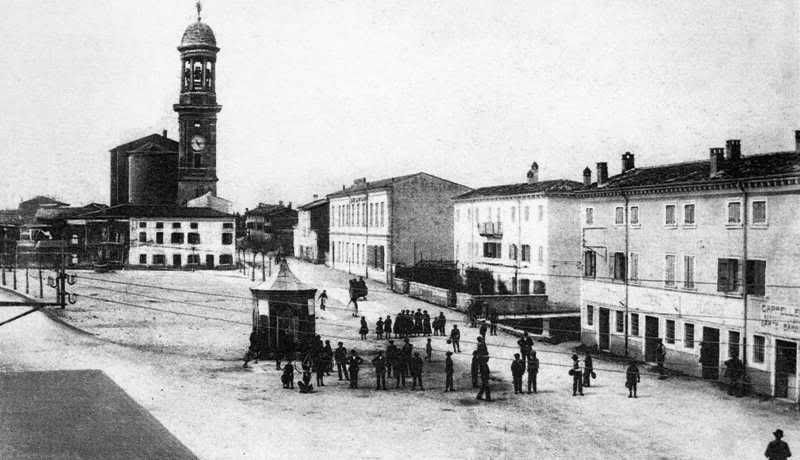
San Massimo in una foto d'epoca.

I primi dati sull'abitato risalgono al 780, quando il paese si trovava in una posizione diversa dall'attuale, nei pressi dell'abbazia di San Zeno lungo le sponde dell'Adige.
Nel 1459 San Massimo fu riconosciuto come parrocchia dal vescovo di Verona.
Nel 1518, nell'ambito dell'ammodernamento delle fortificazioni veronesi in seguito alla guerra della lega di Cambrai, le autorità della Serenissima decisero di creare una spianata di sicurezza (zona ora conosciuta con il nome di Spianà) larga un miglio tutto attorno alla cinta muraria, per non offrire alcun tipo di riparo nel caso che un esercito nemico attaccasse la città; si dovette pertanto procedere alla demolizione della contrada. Il paese venne in seguito ricostruito nell'attuale posizione.
Nel 1808 le contrade di San Massimo, Croce Bianca e Chievo andarono a formare il nuovo comune di San Massimo all'Adige, che venne poi accorpato al comune di Verona nel 1927.

### Simboli
Il comune di San Massimo all'Adige, istituito nel 1808, aveva un proprio stemma. Vi era raffigurato un uomo con una brocca da cui fuoriesciva un rivolo d'acqua a rappresentare il fiume Adige. Il capo era interzato in palo: nel primo, di rosso, l'angelo del campanile di San Massimo; nel secondo, di cielo, un colle che rappresentava Chievo il cui nome deriva dal Clivius Mantici, la collinetta su cui nacque il paese nella zona del Mantico; nel terzo il simbolo di Croce Bianca: una croce scorciata d'argento in campo azzurro.

## Monumenti e luoghi d'interesse

### Chiesa di San Massimo

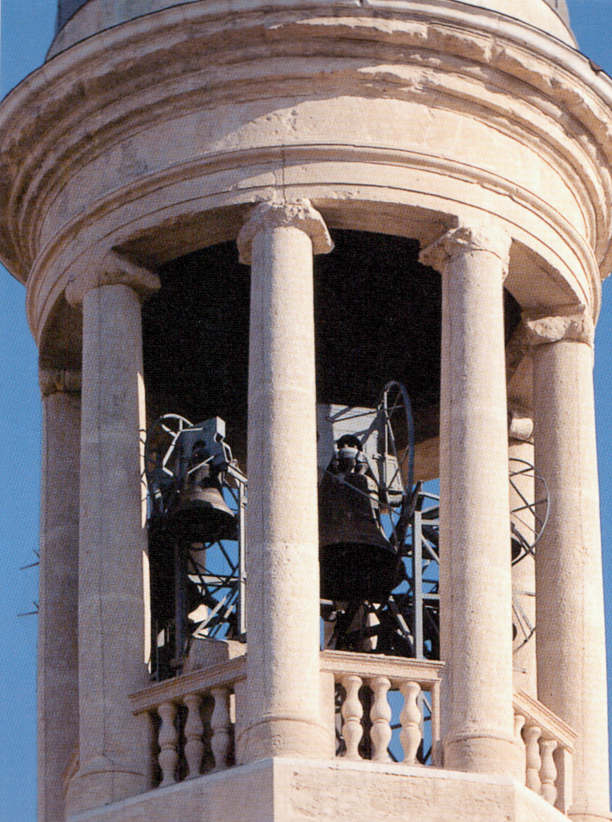
Il campanile, simbolo del paese

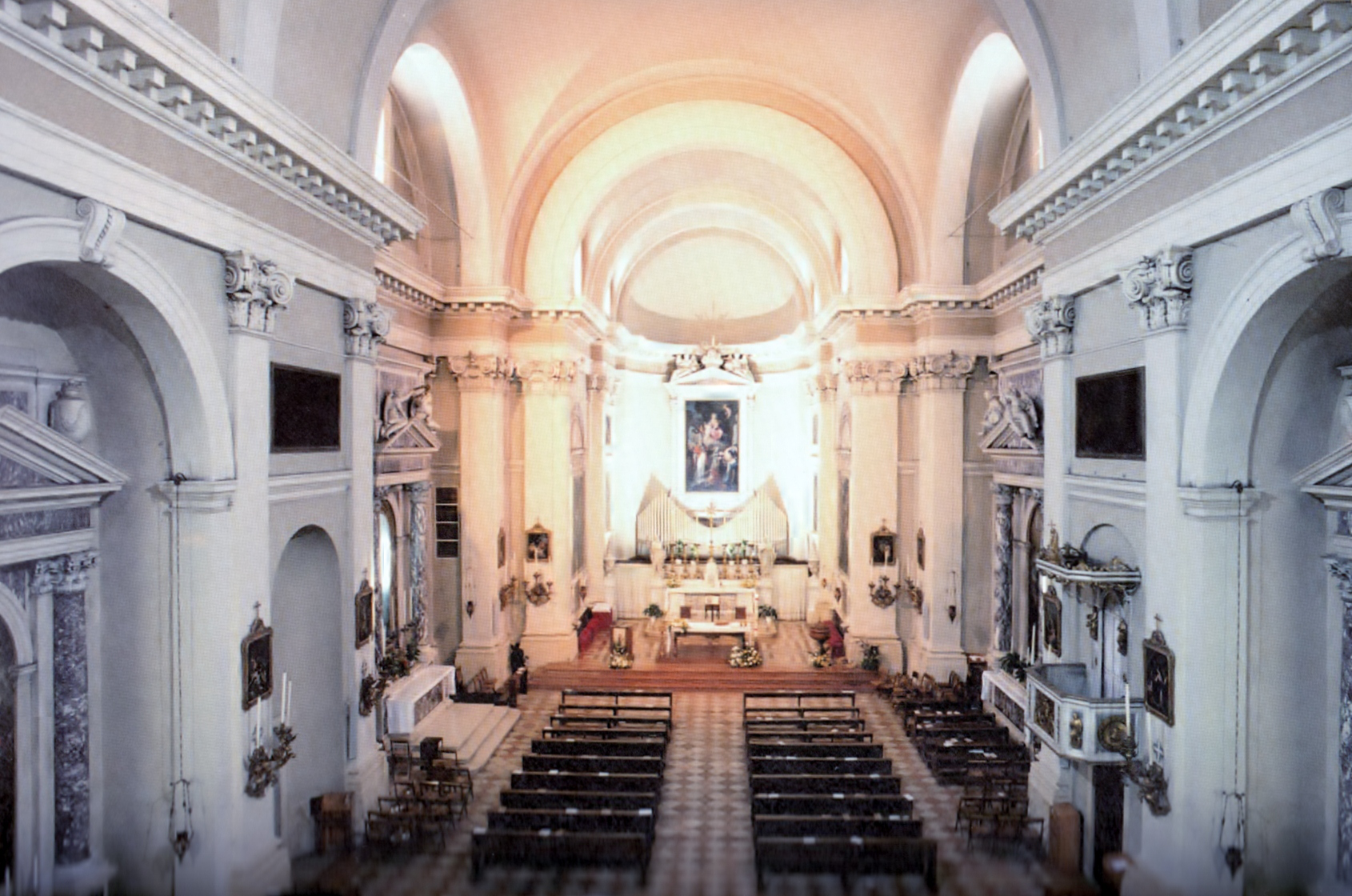
Interno della chiesa parrocchiale.

Nel 1767 venne iniziato il progetto per l'esecuzione dell'attuale chiesa ad opera dell'architetto Luigi Trezza (la prima pietra fu posta nel 1786). Il 16 settembre 1791 veniva consacrata solennemente dal vescovo di Verona.
La chiesa segue lo stile neoclassico, è a navata unica con un accenno di pianta a croce latina. All'interno sono presenti pale di Agostino Ugolini, uno dei maggiori pittori veronesi dell'Ottocento. Il campanile è sempre opera di Luigi Trezza ed è considerato il suo capolavoro, ed uno fra i più bei campanili in stile neoclassico; l'architetto si era ispirato alla Colonna Traiana.
La chiesa è naturalmente dedicata a san Massimo di Verona, anche se questo non è il vero patrono del paese, ma san Luigi. Il possente campanile ospita undici grosse campane ordinate secondo la scala musicale di Do3 calante. Sono state fuse dalla ditta Cavadini Vr e Grassmayr Innsbruck tra il 1869 ed il 2013. Qui opera una squadra giovanile di suonatori di campane secondo la tecnica dei concerti di Campane alla veronese.
L'organo a canne è stato costruito dalla ditta Zarantonello nel 1985, è a trasmissione elettrica e dispone di 20 registri su due manuali e pedale, per un totale di 1255 canne.

### Parchi e aree verdi
La particolare configurazione geologica è stata il motivo, nel tempo, di numerose attività di estrazione di ghiaia. Alcuni di questi spazi (talvolta incorporati nell'area urbana) sono stati poi convertiti in parco, altri potrebbero diventarlo.

#### Parco Maggiolino

Parco Maggiolino

Situato tra il quartiere delle Brigate e via Friuli il parco Maggiolino nasce dal progetto del comune di Verona per la riqualificazione dell'area in seguito al forte sviluppo urbano della zona. In principio l'area era una cava destinata all'estrazione di ghiaia. In seguito all'abbandono della cava negli anni sessanta del XX secolo, dovuto al termine delle attività estrattive, l'area dismessa fu utilizzata come discarica che fu poi abbandonata. I lavori di riqualificazione del territorio sono consistiti nel riempimento della cava con 240.000 m³ di fanghi di marmo. Essi sono terminati nel 2004 ed in data 24 giugno dello stesso anno è stato inaugurato il parco. Il "Maggiolino", è un parco urbano dell'estensione di circa 38 500 m² ed è un'area verde destinata all'uso pubblico ricreativo e sportivo. Il parco è inoltre provvisto di arredo urbano quale panchine e tavoli in legno, cestini e giochi per bambini costruiti in materiale riciclato. L'area, inoltre, è illuminata con lampioni posti lungo i percorsi di cammino. Sopra la tettoia dell'ingresso principale al parco, inoltre, sono stati collocati dei pannelli solari fotovoltaici al silicio per la produzione di corrente elettrica che viene ceduta al gestore della rete di distribuzione locale.

#### Parco dell'amicizia

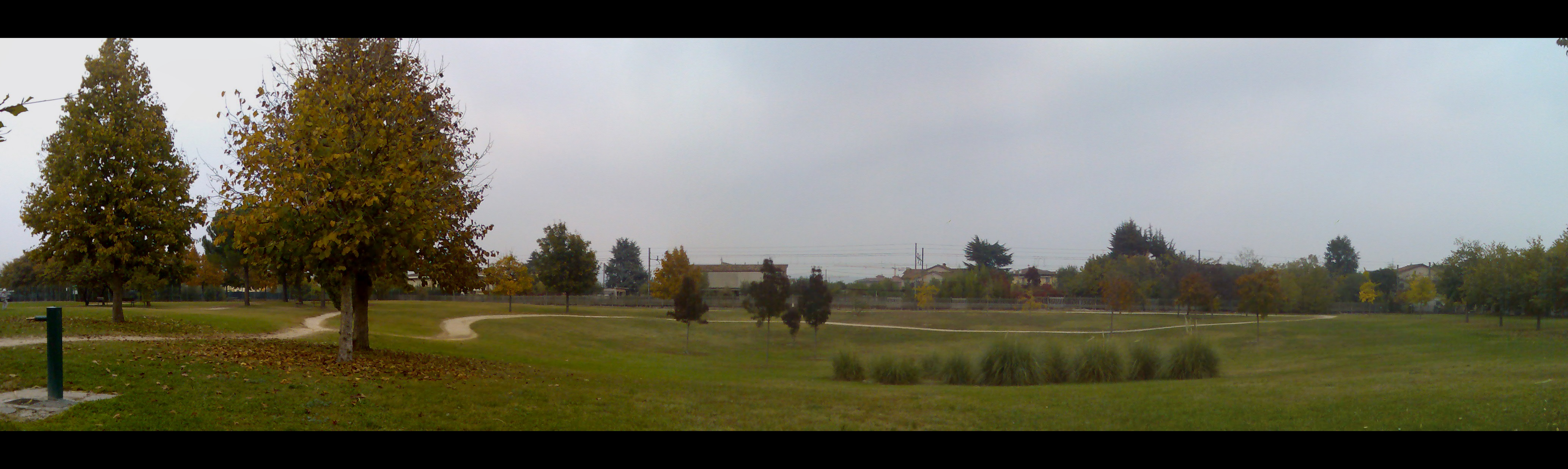
Parco dell'Amicizia

Il Parco dell'Amicizia è situato nella zona est di San Massimo all'Adige. Il parco confina ad ovest con via della Fratellanza, a sud con via Brigata Savoia ed a est con la ferrovia del Brennero. Il parco è un'area verde provvista di campetti sportivi per il gioco del pallone. Il parco, inoltre, è provvisto di un'area adibita al solo ingresso di animali domestici.

#### Parco Cuore Verde
Il parco giochi Cuore Verde è un'area verde attrezzata per uso ricreativo e sportivo. È situato nella zona tra via Don Pietro Leonardi a nord e via XXIV Giugno a sud. La festa del patrono di San Massimo si svolge in questo parco ogni anno.

## Cultura

### Festa del patrono
Tutti gli anni a cavallo dell'ultima domenica di agosto (da giovedì a mercoledì) si effettua la Festa del Patrono con grossa partecipazione di tutto il quartiere, e delle zone limitrofe. In questa occasione in ogni casa vengono appesi all'esterno nastri con i colori della propria zona e vengono addobbati i capitelli delle 9 zone.
Ogni anno tutta la comunità aspetta con grande entusiasmo lo spettacolo pirotecnico che conclude i festeggiamenti. Negli ultimi anni, tuttavia, è stato sostituito da uno spettacolo laser, altrettanto soddisfacente.

## Geografia antropica

### Le Zone
Il paese è diviso in nove "ZONE", ognuno con un proprio colore:
- Case Alte (bianco e fucsia)
- Case Basse (bianco e giallo)
- Madonine (bianco e blu)
- Brigate (bianco e arancione)
- Piatti (bianco ed azzurro)
- CO.LO.RA (bianco e verde)
- Brigata Aosta, Fusara e Carnia (bianco e rosso)
- Salvi (bianco)
- Cason (bianco e rosa)

Tutte le zone hanno un proprio giorno di festa, che cade in giorni differenti da quartiere a quartiere.